# Heteroscyphus aselliformis
Heteroscyphus aselliformis är en bladmossart som först beskrevs av Reinw., Blume et Nees, och fick sitt nu gällande namn av Victor Félix Schiffner. Heteroscyphus aselliformis ingår i släktet Heteroscyphus och familjen Lophocoleaceae. Inga underarter finns listade i Catalogue of Life.